# هربرت وايت (عضو مجموعة ضغط)
هربرت وايت (بالإنجليزية: Herbert Waite)‏ هو عضو مجموعة ضغط أمريكي، ولد في 22 يونيو 1928 في بيلمونت (ماساتشوستس) في الولايات المتحدة، وتوفي في 23 يوليو 2007.